# Atanycolus impressus
Atanycolus impressus är en stekelart som först beskrevs av Gyöö Viktor Szépligeti 1908.  Atanycolus impressus ingår i släktet Atanycolus och familjen bracksteklar. Inga underarter finns listade.